# Канандејгва (Њујорк)
Канандејгва (енгл. Canandaigua) град је у америчкој савезној држави Њујорк. По попису становништва из 2010. у њему је живело 10.545 становника.

## Демографија
Према попису становништва из 2010. у граду је живело 10.545 становника, што је 719 (6,4%) становника мање него 2000. године.
| Група             | 2000.          | 2010.         |
| Белци             | 10.745 (95,4%) | 9.889 (93,8%) |
| Афроамериканци    | 172 (1,5%)     | 190 (1,8%)    |
| Азијати           | 74 (0,7%)      | 70 (0,7%)     |
| Хиспаноамериканци | 115 (1,0%)     | 215 (2,0%)    |
| Укупно            | 11.264         | 10.545        |